# Annedore Windler
Annedore Windler (* 19. Februar 1956 in Bremen) ist eine bremische Politikerin (CDU) und war eine Abgeordnete in der Bremischen Bürgerschaft.

## Biografie

### Ausbildung und Beruf
Annedore Windler machte sich nach der Vollendung einer kaufmännischen Ausbildung mit einem Frischdienst als Kauffrau selbstständig.

### Politik
Windler trat 1991 in die CDU und damit in die Frauen-Union ein. 1993 wurde sie für die CDU Mitglied im Ausschuss Bildung des Beirats beim Ortsamt Bremen-Neustadt. 1994 wurde Windler Mitglied des Landesvorstandes ihrer Partei. Im Jahre 1995 trat sie der CDU-Mittelstandsvereinigung bei. 1997 erfolgte die Wahl zur Bremer Frauenrätin. 1998 wurde sie zur Landesvorsitzenden der Frauen-Union gewählt und gehört seither dem Bundesvorstand der Frauen-Union als Beisitzerin an.
Am 24. Juni 1999 wurde sie Mitglied der Bremischen Bürgerschaft und gehörte dort dem Ausschuss für die Gleichberechtigung der Frau, dem Petitionsausschuss, dem Betriebsausschuss KiTa Bremen und dem Krankenhausausschuss an. Sie gehörte ferner der Staatlichen Deputation für Sport an und war frauenpolitische Sprecherin der CDU-Fraktion. Mit Ablauf der 16. Legislaturperiode 2007 schied sie aus der Bürgerschaft aus.

### Weitere Mitgliedschaften
- Sie ist Vorsitzende der Deutsch-Türkischen Gesellschaft Bremen,
- Vorstandsmitglied bei den Ambassadorinnen-Bremensia und
- Vorstandsmitglied bei Europa-Donna.
- Sie gehört dem Aufsichtsrat der Ratskellerei Bremen an.
- Stellvertretende Vorstandsvorsitzende Deutsches Rotes Kreuz, Kreisverband Bremen e.V.